# Heinrich Eckermanns
Heinrich Eckermanns (* 10. September 1867 in Aachen; † 28. Juni 1940 in Berlin) war ein deutscher AOK-Geschäftsführer und Politiker (SPD).

## Biografie
Eckermanns war der Sohn eines Schreinermeisters. Von 1898 bis 1910 war er Rendant der Allgemeinen Ortskrankenkasse (AOK) in Rathenow und von 1906 bis 1910 Aufsichtsratsvorsitzender des Konsumvereins von Rathenow. Von 1910 bis 1933 nahm er die Aufgabe eines Geschäftsführers der AOK in Bremerhaven wahr. Zwischendurch diente er als Soldat im Ersten Weltkrieg.

### Politik
Eckermanns wurde vor 1892 Mitglied der SPD. Er war von 1908 bis 1910 Stadtverordneter in Rathenow. Im März 1919 war er Delegierter zum 2. Rätekongreß in Berlin. Nach dem Ersten Weltkrieg war er 1919/1920 Mitglied in der verfassunggebenden Bremer Nationalversammlung und von 1920 bis 1923 sowie 1924 bis 1933 Mitglied der Bremischen Bürgerschaft.